# 乱暴と待機
『乱暴と待機』（らんぼうとたいき）は、劇作家・本谷有希子による戯曲。本谷主宰の劇団「劇団、本谷有希子」の第9回公演として本谷の演出で2005年4月に初演、『せりふの時代』（小学館）vol.38（2005年冬号）に収録された。第50回岸田國士戯曲賞最終候補作。
本谷自身により小説化され2008年2月にメディアファクトリーより刊行。また、原作戯曲および小説版を元に2010年に映画化されている。

## 公演詳細
「劇団、本谷有希子」の第9回公演として上演された。また、公演の模様を収録したDVDが2005年12月2日に発売された。
- 公演日：2005年4月8日 - 4月17日
- 場所：東京・新宿シアターモリエール
- 作・演出：本谷有希子
- 出演者
  - 馬渕英里何
  - 市川訓睦（拙者ムニエル）
  - 多門優（THE SHAMPOO HAT）
  - 吉本菜穂子

## 小説版
ソフトカバーの単行本の形で2008年2月27日に刊行された。2010年8月25日にMF文庫ダ・ヴィンチより文庫化されている。
2010年10月に映画化された。
- 著：本谷有希子
- イラスト：鶴巻和哉
- 出版社：メディアファクトリー（ISBN 9784840121767）

### 書誌情報
- 乱暴と待機（2008年2月29日、メディアファクトリー、ISBN 978-4-8401-2176-7）
- 乱暴と待機（2010年8月25日、MF文庫ダ・ヴィンチ、ISBN 978-4-8401-3499-6）

## 映画版
2010年10月9日、テアトル新宿ほか全国にて公開。PG-12指定。

### スタッフ
- 監督・脚本・編集：冨永昌敬
- 原作：本谷有希子『乱暴と待機』（メディアファクトリー ダ・ヴィンチブックス刊）
- 製作：永田勝治、森山敦、春名慶、樫村勉
- プロデューサー：小川勝広、田辺圭吾
- 共同プロデューサー：西ヶ谷寿一
- ラインプロデューサー：金森保
- 撮影：月永雄太
- 照明：斉藤徹
- 美術：安宅紀史
- 録音：高田伸也
- 整音・効果：山本タカアキ
- 音楽：大谷能生
- 主題歌：相対性理論と大谷能生『乱暴と待機』
- 衣装：小林身和子
- ヘアメイク：小濱福介
- 仕上担当：田巻源太
- キャスティング：田端利江
- 助監督：海野敦
- 制作担当：刈谷真
- 配給：メディアファクトリー、ショウゲート
- 制作：メディアファクトリー、パレード
- 製作：『乱暴と待機』製作委員会
- 製作委員会メンバー：
メディアファクトリー：松本浩
キングレコード：宮本純乃介
ショウゲート：藤崎博文、村野英司、小林宏至
ソニー・ミュージックコミュニケーションズ：土井美佳

### キャスト
- 山根英則：浅野忠信
- 緒川奈々瀬：美波
- 番上あずさ：小池栄子
- 番上貴男：山田孝之

### 原作との違い
- 登場人物の設定が異なる。
  - 山根が犬の殺処分の仕事をしている設定がない。
  - 番上が山根の同僚ではなく、無職で山根と面識がない。
  - 根拠のない上昇志向の持ち主である番上のキャラクターがグータラなヒモ男に。
  - あずさと番上が恋人関係でなく夫婦に（あずさの名字が金森から番上に）。
  - あずさが妊娠中である。
  - あずさが派遣のOLではなく水商売をしている。
- あずさと番上が夫婦として山根と奈々瀬の家の近くに越してくるところからストーリーが始まる。
- 奈々瀬が山根を喜ばせるためのネタ作りをしているエピソードがなく、代わりに写経をしている。
- 番上が殺処分の仕事に起因する悪夢にうなされているエピソードが排除されており、そのため奈々瀬を口説く理由が異なる。
- 番上と奈々瀬のセックスを山根が覗き見していたことが露呈した後の展開が異なる。あずさと番上が離婚し、その後、奈々瀬が番上と暮らしている家に山根が現れ、そこで山根の両親の死の真相が明らかにされる。その後は小説版通りの結末。
- 全体的にコミカルな部分が強調されている。

### 関連商品

#### DVD
2011年5月11日に通常版と初回限定版の2種類が発売された。販売元はキングレコード。
- 通常版
  - 通常トールケース、ブックレット封入
  - 特典映像：予告編、TV CM

- 初回限定版
  - 封入特典：ブックレット、外箱ケース付き・デジパック仕様、スゴロク「ゲーム人生」
  - 映像特典：「ReMIX of 乱暴と待機」（メイキング映像、監督&キャストインタビュー）、初日舞台挨拶、予告編、TV CM